# Astacilla
Astacilla es un género de crustáceo isópodo marino de la familia Arcturidae.

## Especies
Las especies de este género son:
- Astacilla amblyura
- Astacilla arietina
- Astacilla axeli
- Astacilla bispinata
- Astacilla bocagei
- Astacilla bonnierii
- Astacilla boreaphilis
- Astacilla brevipes
- Astacilla caeca
- Astacilla carlosteroi
- Astacilla cingulata
- Astacilla corniger
- Astacilla cornuta
- Astacilla cymodocea
- Astacilla damnoniensis
- Astacilla depressa
- Astacilla dilatata
- Astacilla dollfusi
- Astacilla eminentia
- Astacilla estherae
- Astacilla gibbossa
- Astacilla glabrus
- Astacilla gorgonophila
- Astacilla granulata
- Astacilla intermedia
- Astacilla laevis
- Astacilla lasallae
- Astacilla lauffi
- Astacilla lewtonae
- Astacilla lineata
- Astacilla lobulata
- Astacilla longicornis
- Astacilla longipes
- Astacilla longispina
- Astacilla marna
- Astacilla mccaini
- Astacilla mediterranea
- Astacilla monodi
- Astacilla nodosa
- Astacilla paucisetosa
- Astacilla poorei
- Astacilla pusilla
- Astacilla pustulata
- Astacilla sawayae
- Astacilla serrata
- Astacilla spinata
- Astacilla spinicutis
- Astacilla tayronae
- Astacilla tranquilla